# 帕拉姆鎮區 (阿肯色州福克納縣)
帕拉姆鎮區（英語：Palarm Township）是位於美國阿肯色州福克納縣的一個行政鎮區。

## 地方資料
帕拉姆鎮區的面積為73.01平方千米，當中陸地面積為72.79平方千米，而水域面積為0.22平方千米。根據2010年美國人口普查的數據，當地共有人口3603人，而人口密度為每平方千米49.35人。